# Grethe Ingmann
Grethe Ingmann (* 17. Juni 1938 als Grethe Clemmensen; † 18. August 1990) war eine dänische Sängerin.

## Karriere
Bereits mit 17 Jahren wurde sie entdeckt, als sie bei einer Band aushalf und im Radio zu hören war. Kurz darauf lernte sie den Jazz-Gitarristen Jørgen Ingmann kennen, den sie bereits 1956 auch heiratete. Als Duo machten sie sich schon bald einen Namen in Skandinavien.
Ihr Mann machte sich 1961 mit dem Instrumental Apache international einen Namen und auch sie konnte 1963 mit Hello, Boy in die deutschen Charts einsteigen.
Ihr größter gemeinsamer Erfolg kam 1963, als sie mit Dansevise („Tanzlied“) erst die dänische Vorausscheidung und anschließend als erste skandinavische Interpreten den Eurovision Song Contest gewannen. Die deutsche Version des Titels hieß Der Sommer ging vorüber.
Mitte der 60er nahm Grethe Ingmann auch an den deutschen Schlagerfestspielen teil (1963 und 1965), aber außer einem Achtungserfolg für Der King von Soho blieb ihr der Durchbruch in Deutschland verwehrt. Das Lied Sommerwind mit Musik von Henry Mayer und Text von Hans Bradtke, mit dem sie 1965 erfolglos bei den Festspielen antrat und von dem sie für das Plattenlabel Metronome außer der deutschen auch eine dänische Fassung einspielte, wurde 1966 in der englischen Übersetzung von Johnny Mercer ein Welthit für Frank Sinatra.
Trotz ihrer Misserfolge bei den Festspielen machte sie weiterhin bis Mitte der 70er zusammen mit ihrem Mann in ihrer Heimat Dänemark und in Skandinavien erfolgreiche Aufnahmen. Dann allerdings scheiterte ihre Ehe und Jørgen und Grethe Ingmann ließen sich 1975 scheiden.
Danach nahm sie auch noch mehrmals an der dänischen Grand-Prix-Vorausscheidung teil, verfehlte die Teilnahme am Eurovision Song Contest aber knapp, 1979 erst in der Stichwahl. Bis in die 80er machte sie im Show-Geschäft weiter, bevor sie Ende der 80er an Krebs erkrankte und 1990 verstarb.